# ジョー・カマナ
ジョー・カマナ（Joe Kamana、1991年9月23日 - ）は、ニュージーランド出身のラグビーユニオンの選手。

## 略歴
5歳からラグビーを始めた。
フェイザー高校 卒業後、2015年、マツダブルーズーマーズ(現・マツダスカイアクティブズ広島)に加入。
2018年、ラグビーワールドカップセブンズ2018の7人制日本代表に選ばれた。
2020年、コカ・コーラレッドスパークスに加入。
2021年、豊田自動織機シャトルズ(現・豊田自動織機シャトルズ愛知)に加入。
2023年、東京サントリーサンゴリアスに加入。
2025年6月、東京サントリーサンゴリアスを退団した。